# Luangwa (dier)
Luangwa is een geslacht van uitgestorven cynodonten, behorend tot de familie Traversodontidae. Dit dier leefde in het Midden-Trias (240 miljoen jaar geleden).
Luangwa was een herbivoor. De schedellengte bedroeg veertien tot twintig centimeter. Fossielen zijn gevonden in Brazilië, Zambia en Namibië (Otjiwarongo-bassin).